# Juan Carlos Barbieri
Juan Carlos Barbieri (Buenos Aires, Argentina; 8 de octubre de 1932 - Los Ángeles, Estados Unidos; 11 de diciembre de 1996) fue un legendario actor de cine y televisión argentino de la época dorada.

## Carrera

### Cine
Debutó con tan solo once años de edad en la película dirigida por Carlos Borcosque en 1945  llamada Éramos seis con grandes como Tito Alonso, María Rosa Gallo, Roberto Airaldi, Perla Achával y Sabina Olmos. En ese año también hizo Cuando en el cielo pasen lista una obra de William Morris, junto con el gran Narciso Ibáñez Menta, Aída Alberti y Juan Carlos Altavista.
En 1947 hizo Corazón nuevamente junto a Narciso Ibáñez Menta y otros como Marcos Zucker y Carmen Llambí.
En 1948 trabajo junto a la que sería su pareja en la vida real, la bella Norma Giménez, en El tambor de Tacuarí. También en ese año hizo ¡Corrientes... calle de ensueños!.
Un año más tarde, en 1949, trabajó en Las aventuras de Jack junto a los recordados Alberto Bello y Guillermo Battaglia.
En 1951 filmó dos películas: Volver a la vida  y la La última escuadrilla.
En 1953 trabajó en Las tres claves  con un gran elenco entre ellos Beatriz Taibo, Julián Bourges y Carlos Fioriti.
En 1955 actuó en Isla hechizada y en Sinfonía de juventud.
En 1956 hizo Surcos en el mar junto a Olga Casares Pearson y Duilio Marzio. Y Marta Ferrari con Santiago Gómez Cou y Aída Luz.
En 1957 personificó a Enrique  en la película La sombra de Safo en compañía de Mecha Ortiz, Roberto Escalada, Diana Maggi y José Ruzzo.
En 1959 participó en Gringalet y en 1960 en La procesión con Santiago Gómez Cou y Amelita Vargas.
En 1962 volvió con el film Cuerpo extraño: Cuando una mujer no quiere junto a Augusto Codecá y Delia Montero.
En 1963 hizo la comedia Las aventuras del Capitán Piluso en el castillo del terror en compañía del capocómico Alberto Olmedo.
Su último film fue en 1966 con La cómplice en el papel de Mariano Toledo con Libertad Leblanc.

### Televisión
- Teatro 13
- 1950: Internados con Alejandro Doria, Jolly Land, Mabel Landó y Osvaldo Pacheco.[2]
- 1958: Field’s College 1958
- 1958: Un padrino en busca de una boda
- 1960: Mis cuatro hijos varones, emitido por Canal 7, con Raúl Rossi, Leonardo Favio, Pablo Moret y Rodolfo Ranni.
- 1960: Martes color de rosa
- 1972: Malevo, encarnando a Alfredo, y protagonizada por Rodolfo Bebán y Gabriela Gili.

### Teatro
Fue un actor exclusivo del teatro argentino en la que se destacó con sus espectáculos en diferentes lugares como fue el legendario Teatro Solari. Participó en obras como:
- La casa de los 7 balcones
- La alondra
- Panorama desde el puente
- El miedo es masculino, con la Compañía Argentina de Comedias de Raúl Rossi, junto con Elcira Olivera Garcés, en el Teatro Smart.
- Dulce pájaro de juventud
- El canto de la cigarra (1963)
- El caballo desmayado (1966)
- El Hombre de Mundo (1969), en Teatro Nacional Cervantes.[3]

## Vida privada
Estuvo en pareja unos años con la actriz Norma Giménez, a quien luego dejó para casarse, en 1957, con Inés Moreno, también actriz. Con esta última tuvo a su hija Andrea Barbieri, quien continuó con la vocación de ambos. Se divorciaron en 1965 luego de que ella pusiera fin al romance para comenzar un noviazgo con el periodista Lucho Avilés.
Su segundo matrimonio lo formó con Vicky Barbieri hasta su muerte, con la que tuvo sus hijos Juan y Lucas

## Últimos años y fallecimiento
En la década de 1970 Juan Carlos abandonó su carrera actoral para ir a vivir a los Estados Unidos. Eligió Los Ángeles, California, dedicándose por su vocación empresarial exclusivamente a los negocios. Murió el 11 de diciembre de 1996 a los 63 años de un ataque cardíaco.